# Мюрю (озеро)
Мюрю́ — пресноводное озеро термокарстового происхождения в Усть-Алданском улусе Якутии, Россия. Расположено в междуречье рек Лена и Алдан, в пределах одноимённого аласа на высоте 128 м над уровнем моря. Находится в зоне развития многолетней мерзлоты и неглубокого залегания коренных кристаллических пород.
Образовано в результате слияния 13 мелких озер. Имеет сложно-лопастную форму. Площадь поверхности — 26,7 км². Площадь водосборного бассейна — 121 км². Длина водоёма — 12,25 км, ширина колеблется от 1,10 до 3,4 км. Максимальная глубина 9,3 м зафиксирована в западной части озера. В остальных частях водоёма глубины варьируются от 30 см до 9 м. Объём воды составляет 0,045 км3.
Берега озера пологие, местами заболоченные, покрыты луговой растительностью. Длина береговой линии - более 40 км.. Озеро мелеет, поэтому в 2002 году для поддержания уровня воды был проведён канал длиной 73 км от реки Лены.
Вокруг Мюрю расположены населённые пункты: Борогонцы, Мындаба, Чаранг, Маягас, Томтор, для них озеро имеет особое природоохранное, культурное, эстетическое и рекреационное значение. В 1968 году на озере был основан гидрологический пост. В 1994 году озеро включено в особо охраняемую природную территорию — Уникальное озеро «Мюрю».
Код водного объекта в государственном водном реестре — 18030500211117200001142.